# Discoverer 0

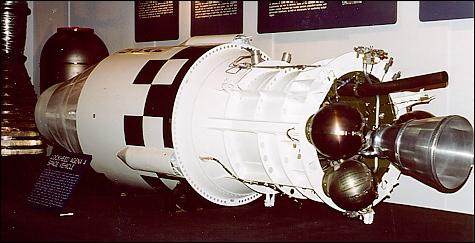
Człon Agena A z ładunkiem Discoverer w National Museum of the United States Air Force

Discoverer 0 – nazwa pierwszego, testowego lotu amerykańskiego satelity wywiadowczego z serii Discoverer. Seria ta była częścią ściśle tajnego programu CORONA. Discoverer 0 był efektem rocznych prac nad programem.

## Przebieg misji
Miał to być pierwszy lot rakiety Thor Agena A. Sam satelita był ostatnim członem rakiety nośnej, Agena A. Zawierał instrumenty testowe, jednak mało przypominał wyposażeniem kolejne satelity z tej serii.
Misja nie udała się. 21 stycznia 1959 w bazie lotniczej Vandenberg, na stanowisku LC75-3-4, w trakcie testów przedstartowych przedwcześnie uruchomił się wewnętrzny timer członu Agena A, co spowodowało odpalenie ładunków wybuchowych służących do separacji członów rakiety oraz odpalenie silniczków pomocniczych członu Agena A. Udało się szybko odciąć zasilanie. Podczas incydentu nikt nie został ranny. Rakieta pozostawała na stanowisku startowym przez dłuższy czas, gdyż istniało zagrożenie wybuchem. W końcu została zabezpieczona i obrócona do pozycji poziomej.
Po tym fiasku, prezydent USA Eisenhower osobiście dyskutował z Richardem Bissellem – nadzorcą projektu CORONA w CIA. Bissellowi udało się uzyskać od Białego Domu czas potrzebny na poprawę osiągnięć i zamienienie fiaska projektu w sukces trwający do dzisiaj, gdyż efektem programu CORONA jest kontynuowana do dzisiaj seria podstawowych satelitów wywiadowczych USA, KeyHole. Statki tej serii z numerami od 0 do 38, nazywano wcześniej właśnie Discoverer (ang. odkrywca).